# Socha svatého Jana Nepomuckého (Bukvice)
Socha svatého Jana Nepomuckého z roku 1765 se nalézá u silnice vedoucí do obce Veliš před domem čp. 21 v obci Bukvice v okrese Jičín. Pozdně barokní pískovcová socha pocházející od neznámého autora z roku 1765 je chráněna jako kulturní památka ČR. Národní památkový ústav tuto sochu uvádí v katalogu památek pod rejstříkovým číslem ÚSKP 36794/6-1124.

## Popis
Pozdně barokní socha světce v kanovnickém rouchu, s krucifixem v pravé ruce na prsou a berlou v levici v životní velikosti stojí na pilíři ve tvaru trojbokého hranolu ozdobeného volutami na okrajích. Stěny pilíře jsou pokryty bohatou plastickou výzdobou s postavami světců a reliéfy se zemědělskou tematikou. Nad postavami světců v rozích je uvedeno vročení sochy 17 AD 65. Pilíř je umístěn na trojbokém třístupňovém podstavci umístěném na dvou kamenných schodech. Socha je oplocena dřevěným plotem.

## Galerie

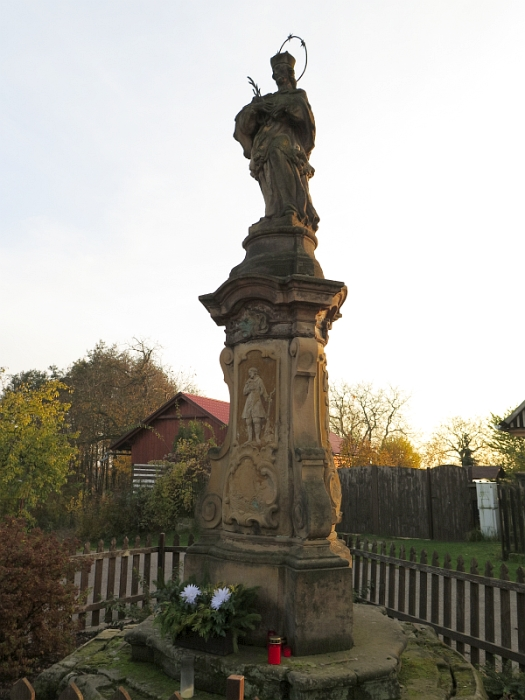
Socha svatého Jana Nepomuckého v obci Bukvice
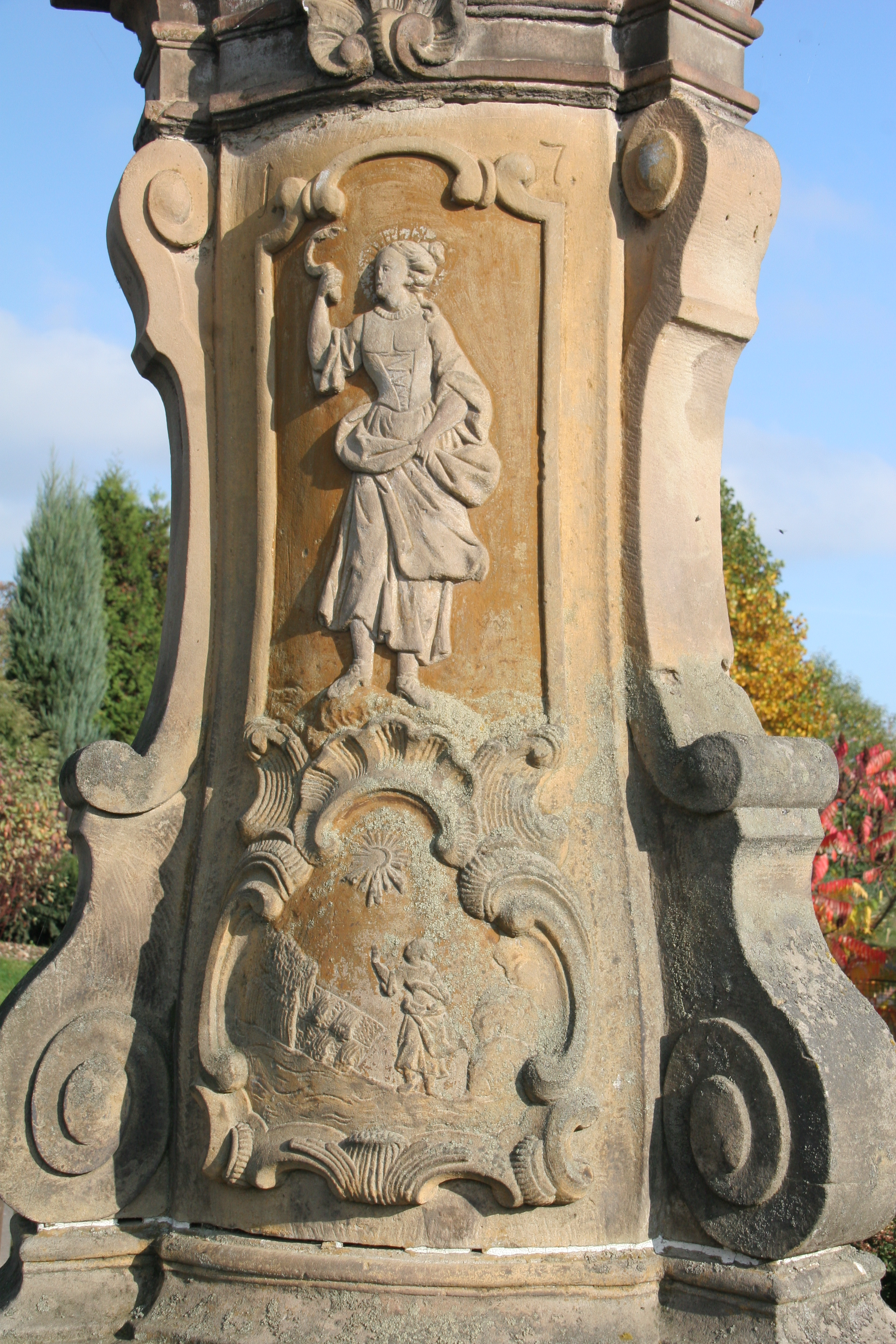
Socha svatého Jana Nepomuckého v obci Bukvice
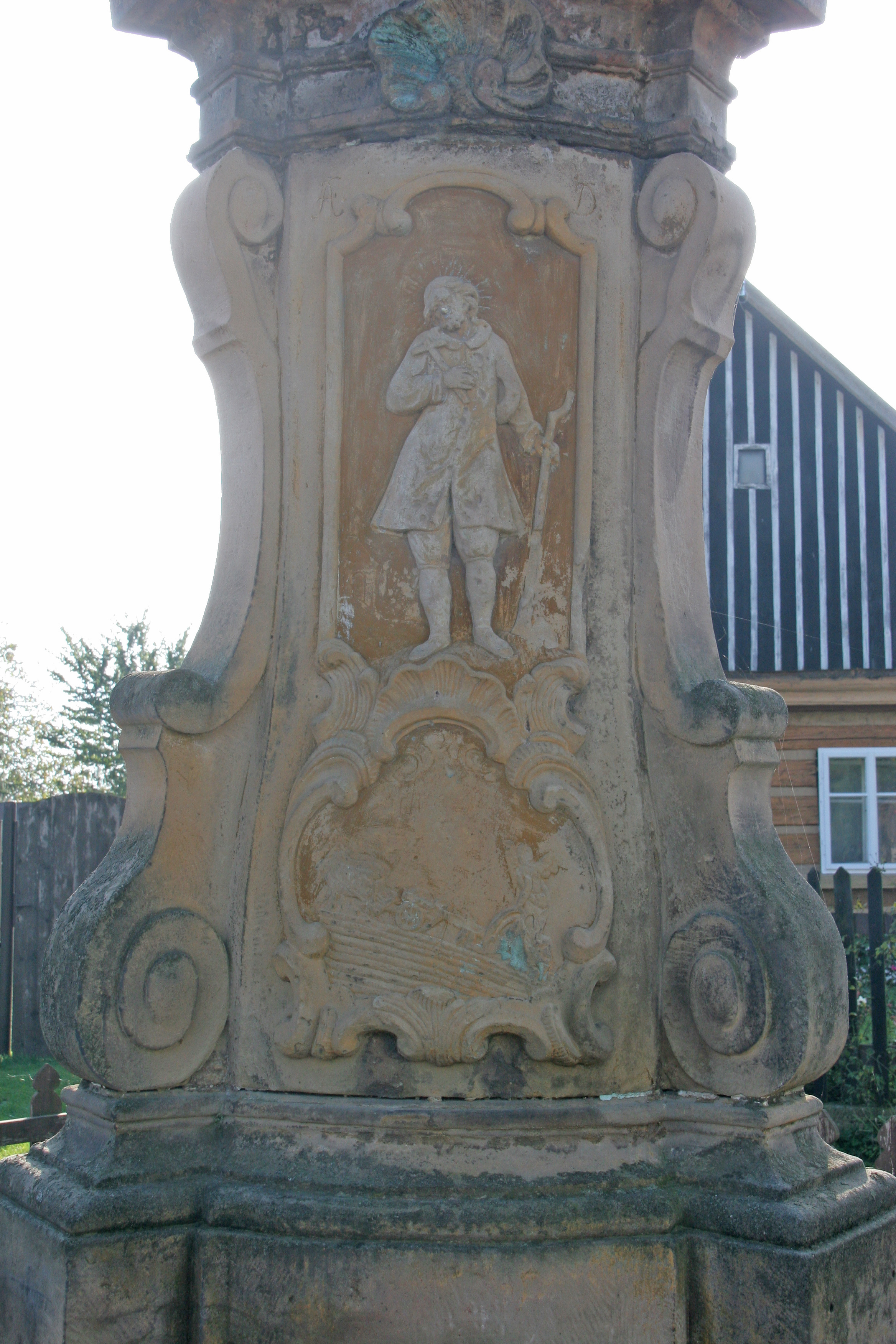
Socha svatého Jana Nepomuckého v obci Bukvice
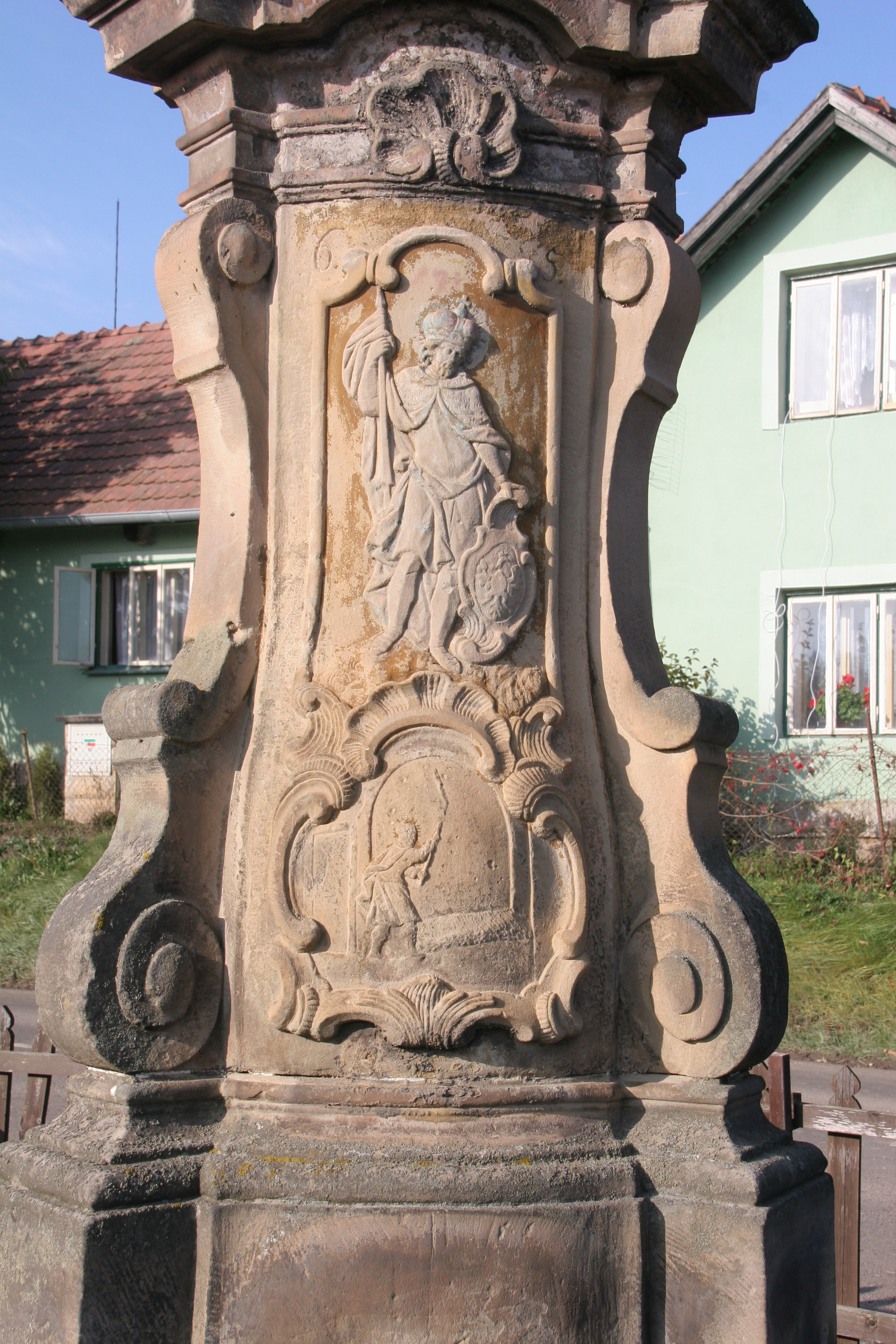
Socha svatého Jana Nepomuckého v obci Bukvice